# 印度商业和工业部
印度商业和工业部是印度政府的一個部門，它下辖两个子部门，分別是商务部和工业与国内贸易促进部。印度独立后的第一任部长是希亚姆·普拉萨德·慕克吉。截至2022年，該部門的部长是印度人民党的皮尤什·戈亚尔。